# Lazuri (Satu Mare)
Lazuri è un comune della Romania di 5 509 abitanti, ubicato nel distretto di Satu Mare, nella regione storica della Transilvania. 
Il comune è formato dall'unione di 6 villaggi: Bercu, Lazuri, Nisipeni, Noroieni, Peleș, Pelișor.